# Jernej Gumilar
Jernej Gumilar (* 29. September 2003 in Ljubljana) ist ein slowenischer Leichtathlet, der sich auf den Sprint spezialisiert hat.

## Sportliche Laufbahn
Erste internationale Erfahrungen sammelte Jernej Gumilar beim Europäischen Olympischen Jugendfestival (EYOF) 2019 in Baku, bei dem er mit 22,35 s in der ersten Runde im 200-Meter-Lauf ausschied. 2021 schied er bei den U20-Balkan-Meisterschaften in Istanbul mit 10,77 s im Vorlauf über 100 Meter aus, wie auch anschließend bei den U20-Europameisterschaften in Tallinn mit 11,28 s. Im Jahr darauf belegte er bei den U20-Balkan-Hallenmeisterschaften in Belgrad in 6,89 s den fünften Platz über 60 Meter und im August schied er bei den U20-Weltmeisterschaften in Cali mit 10,72 s und 21,42 s jeweils in der ersten Runde über 100 und 200 Meter aus. 2023 wurde er bei der 2. Liga der Team-Europameisterschaft im Rahmen der Europaspiele in Chorzów in 39,29 s Zweiter in der 4-mal-100-Meter-Staffel, ehe er bei den U23-Europameisterschaften in Espoo mit 40,40 s den Finaleinzug verpasste. Anschließend schied er bei den Balkan-Meisterschaften in Kraljevo mit 10,73 s im Vorlauf über 100 Meter aus und belegte in 40,70 s den sechsten Platz im Staffelbewerb. Im Jahr darauf verpasste er bei den Balkan-Hallenmeisterschaften in Istanbul mit 6,93 s den Finaleinzug über 60 Meter. Ende Mai schied er bei den Balkan-Meisterschaften in Izmir mit 10,66 s im Vorlauf über 100 Meter aus und kam im Staffelbewerb nicht ins Ziel. Kurz darauf kam er bei den Europameisterschaften in Rom im Staffelbewerb im Vorlauf erneut nicht ins Ziel.
2025 wurde er bei der 2. Liga der Team-Europameisterschaft in Maribor in 10,59 s Dritter im B-Lauf über 100 Meter und wurde mit der 4-mal-100-Meter-Staffel in 39,12 s Dritter hinter den Teams aus Norwegen und Irland und stellte damit einen neuen Landesrekord auf. Anschließend schied er bei den U23-Europameisterschaften in Bergen mit 10,54 s im Halbfinale über 100 Meter aus und belegte mit der Staffel in 38,99 s den vierten Platz. Daraufhin siegte er in 10,23 s bei den Balkan-Meisterschaften in Volos. 
In den Jahren von 2023 bis 2025 wurde Gumilar slowenischer Meister in der 4-mal-100-Meter-Staffel sowie 2025 auch im 100-Meter-Lauf.

## Persönliche Bestleistungen
- 100 Meter: 10,23 s (+1,4 m/s), 26. Juli 2025 in Volos
  - 60 Meter (Halle): 6,78 s, 18. Februar 2023 in Celje
- 200 Meter: 21,25 s (−0,7 m/s), 22. Juni 2025 in Novo Mesto
  - 200 Meter (Halle): 21,80 s, 5. Februar 2023 in Zagreb